# Waipu Caves
Die  Waipu Caves sind Höhlen in der Nähe von Waipu im Whangarei-Distrikt der Region Northland auf der Nordinsel Neuseelands.
In den Höhlen lebt eine größere Kolonie von „Glow worms“ (Arachnocampa luminosa).
Das Gebiet ist als Waipu Caves Scenic Reserve unter Schutz gestellt und durch einen Wanderweg, den etwa 2 km langen Waipu Caves Track von einem von Department of Conservation (DOC) angelegten Parkplatz aus erschlossen. Dieser ist vom SH 1 über die Shoemaker Road mit dem Auto erreichbar. Für die zugänglichen Höhlen gibt es organisierte Touren verschiedener Anbieter.